# 国際俳句協会
国際俳句協会（こくさいはいくきょうかい、英: Haiku International Association, HIA）は、日本の俳句団体。日本と海外の俳句愛好者の交流と親睦をはかるために、1989年12月に国際俳句交流協会として設立され、2022年12月に国際俳句協会と改称した。　

## 設立の経緯
日本の俳句は19世紀末から20世紀初頭にかけて、ラフカディオ・ハーン、ポール＝ルイ・クーシュ、エズラ・パウンドなどにより、欧米で紹介されていった。20世紀後半にはロシアやアフリカも含む海外の多くの国で俳句が親しまれるようになった。1985年ころからは俳人協会が運営する俳句文学館に海外の俳句雑誌や図書が送られてくるようになり、外国人の来館も増え、世界的な俳句ブームになってきた。
こうした状況下の1989年12月16日、日本の代表的俳句団体である現代俳句協会、俳人協会、日本伝統俳句協会の3団体の支持のもとに、国際俳句交流協会が設立された。初代会長には元バチカン大使の内田園生、副会長には俳人宮本由太加と前東京大学総長の有馬朗人が就任した。発起人には俳人だけでなく、政財学界やマスコミ関係者、在外公館員など幅広い人々が名前を連ねた。

## 組織
元外交官で初代会長の内田園生は1937年以来俳句に親しみ、高浜虚子門下の尾崎足に師事。第2代会長の有馬朗人は1996年に就任したが、1998年文部大臣就任と同時に退いた。1999年から2007年までの会長は木暮剛平。2007年に有馬朗人が復帰し、2020年に没するまで再度会長を務めた。2021年から2022年までは永田龍太郎、2022年から2025年までは大高霧海が会長、2025年からは星野高士。3名の副会長は、現代俳句協会、俳人協会、日本伝統俳句協会から1名ずつが選ばれている。

### 俳句ユネスコ無形文化遺産登録推進協議会
2015年定期総会において当時の有馬朗人会長が「俳句をユネスコ世界文化遺産にしよう」と呼びかけ、賛同を得た。2017年4月に俳句ユネスコ無形文化遺産登録推進協議会が設立され、7月には俳句の主要4団体会長による共同記者会見が開かれて、俳句の無形文化遺産登録へ向けた決意が表明された。協議会の事務局は国際俳句交流協会に置かれ、2022年12月、「登録無形文化財」への登録のために協会は「国際俳句協会」と改称した。

## 活動
協会設立まであまり交流の無かった俳句3団体と国際俳句交流協会の4者は、以後定期的に会合を持つようになり、外国の俳人との交流に協力していった。日本から海外への俳句使節団派遣、また海外から日本への俳句ツアーの実施などが盛んにおこなわれるようになった。1990年10月にはドイツで日独俳句大会を開催した。1991年からは機関誌『HI: Haiku International』を季刊で発行。1994年10月、松尾芭蕉没後300年を記念した国際俳句コンテストを開催し、中国、台湾、香港、アメリカから675句の応募があり、30句が入選した。1995年アメリカ俳句協会と共催の俳句大会をシカゴで開催し、1997年4月には第2回日米合同俳句大会を東京で開催した。
1999年11月にはHIA創設10周年記念俳句大会を開催し、国文学者芳賀徹による講演と国内外から投句された俳句に対する協会賞授与が行われた。2000年以降も毎年俳句大会と講演会が開催され、講師には俳人マブソン青眼、海洋生物学者ドゥーグル・J.リンズィー、ベルギーのルーヴェン大学教授ウィリー・ヴァンドゥワラ、早稲田大学名誉教授堀切実らが登壇している。
2002年1月には協会のホームページを開設した。2009年11月には創立20周年を記念し、アメリカ、イギリス、クロアチア、ドイツ各国の俳句協会会長を招いて「国際俳句・ハイクシンポジウム」を開催した。
2014年1月には創立25年を記念し、ベルギーとイタリアへ25名の俳句交流派遣団を送り、現地で日欧俳句シンポジウムを開催した。2015年6月の定期総会では、ベルギーから前EU大統領のヘルマン・ファン・ロンパイを招きシンポジウムを開催した。この来日を機にロンパイは日EU俳句交流大使に任命されている。
2018年には日本とスウェーデンの国交樹立150年を記念し、30名の代表団をスウェーデンに送り俳句交流を行った。2019年12月には「東アジア短詩型文学：時調と俳句」をテーマに、3人の韓国側研究者と有馬会長を講師とする日韓短詩型シンポジウムを開催した。

### ホームページ
2002年7月に開設された協会のホームページは、日本語版と英語版が併設されている。内容は日本語版英語版共に、まず協会の説明、お知らせに続き、「HIA俳句大会」ほかのイベントの案内、機関誌『HI』の抜粋、その他コラム記事などである。

### 出版物
- 『HI : Haiku international』国際俳句交流協会、1990- NDL
- 『国際俳人句集』国際俳句交流協会、1992, 1995, 2000 NDL
- 『国際俳句・ハイクシンポジウム報告書』国際俳句交流協会、2010.11[42]
- 『東日本大震災を詠む』国際俳句交流協会, 日本伝統俳句協会, 俳人協会, 現代俳句協会 編、朝日新聞出版、2015.3 NDL
- 『2018年スウェーデン俳句の旅 = Haiku delegation to Sweden 2018 : 日本スウェーデン国交150周年記念俳句交流事業報告書』国際俳句交流協会、2019.2 NDL

## 海外の姉妹団体
姉妹協会には、アメリカ、カナダ、コロンビア、英国、ドイツ、ベルギー、オランダ、イタリア、ルーマニア、クロアチア、ケニア、中国（台湾）、ブラジル、フランス、フィリピン等の俳句協会がある。

## 受賞
1995年、第3回日本伝統文化振興賞（公益財団法人日本文化芸術財団）を受賞した。

## 海外の俳人
明治以降日本の俳句を海外へ紹介した人物の多くは日本研究者で、ドイツではヴィルヘルム・グンデルト、イギリスではバジル・ホール・チェンバレン、レジナルド・ブライス、アメリカではハロルド・ヘンダーソンなどである。ハロルド・ヘンダーソンはアメリカ俳句協会の設立に尽力した。近年ではドナルド・キーン、黒人作家リチャード・ライト、横浜生まれのドロシー・ブリトンなどがいる。